# U. G. Krishnamurti
 (février 2021).
 (février 2021).
Uppaluri Gopala Krishnamurti (9 juillet 1918 – 22 mars 2007), également appelé U.G. Krishnamurti ou U.G., est un philosophe indien. Il remet en question le concept d'illumination et de la religion. Il rejette la base même de la pensée et nie tous les systèmes de pensée et de connaissance. 
« Tell them that there is nothing to understand. » (Dites-leur qu'il n'y a rien à comprendre.)
Bien que beaucoup le considèrent comme un « éveillé », au sens de personne ayant atteint l'illumination, U. G. s'est souvent référé à son propre état d'être comme « l'état naturel ». Il affirmait que l'exigence d'illumination (ou d'éveil) était la seule chose barrant le chemin vers l'illumination elle-même, si tant est que l'illumination existe.
Son approche est radicalement différente de celle de Jiddu Krishnamurti, son homonyme et contemporain, qu'il a rencontré à plusieurs reprises. C'est notamment afin d'éviter toute confusion avec ce dernier que U.G. krishnamurti fut dénommé simplement U.G. 
UG Krishnamurti n’a laissé aucun écrit, sa pensée s’est transmise au travers d’entretiens enregistrés et de livres écrits par les personnes qui ont participé à des rencontres informelles avec lui ainsi que par les personnes qui l'ont accompagné durant sa vie.

## Jeunesse
U.G est né le 9 juillet 1918 à Machilipatnam, une ville sur la zone côtière d'Andhra Pradesh en Inde, et a grandi dans la ville voisine : Gudivada. Sa mère est décédée sept jours après sa naissance, et il fut élevé par son grand-père paternel, un riche avocat brahmane qui était membre la Société théosophique. U.G devint également membre de cette société au cours de son adolescence et mentionne avoir « hérité » de son grand-père son association avec la Société théosophique.
Au cours de cette même période de sa vie, il est rapporté qu'U.G pratiquait toutes sortes d'ascèses et semblait rechercher le moksha. Dans ce but, entre l'âge de 14 et 21 ans, il entreprit toutes sortes d'exercices spirituels, déterminé à découvrir si le moksha était possible. Désireux de parvenir à cet état, il était résolu à prouver que si des personnes s'étaient ainsi réalisées, elles ne pouvaient pas être hypocrites. U.G s'étendait longuement (comme rapporté dans quasiment toutes les œuvres publiées à son sujet) sur ce qu'il percevait comme l'hypocrisie des personnes religieuses ou spirituelles, y compris son grand-père et d'autres éminents théosophes.
Sa tentative s'accompagnait donc de la recherche d'une personne qui aurait été l'incarnation d'une telle « réalisation ».
Il a passé sept étés dans l'Himalaya à étudier le yoga et à pratiquer la méditation avec Swami Shivananda. Plus tard il exprimera son rejet de cette période avec Shivananda, la considérant comme un exercice inutile.
Arrivé à la vingtaine, U.G commence à prendre des cours à l'Université de Madras où il étudie la psychologie, la philosophie, le mysticisme et les sciences. Il n'ira toutefois jamais jusqu'à obtenir de diplôme, ayant déterminé que les réponses de l'Occident à ce qu'il considérait être des questions essentielles n'étaient pas meilleures que celles de l'Orient.

## Quête
En 1939, à l'âge de 21 ans, U.G rencontre l'enseignant spirituel renommé Ramana Maharshi. U.G raconte lui avoir alors demandé : « Cette chose appelée moksha, pouvez-vous me la donner ? ». Ce à quoi Ramana Maharshi aurait répondu : « Je peux la donner, mais peux-tu la prendre ? ». Cette réponse a complètement transformé les perceptions qu'avait U.G du « chemin spirituel » et de ses pratiquants, et il ne rechercha jamais plus le conseil de « ces personnes religieuses ».
Plus tard, U.G dira que la réponse de Maharshi (qu'il avait perçue comme « arrogante ») l'avait remis « dans le droit chemin ».
En 1941, il commence à travailler pour la Société Théosophique, dans la bibliothèque de Charles Webster Leadbeater. Peu après, il entame une tournée de conférences internationales au nom de la Société. Il visite alors la Norvège, la Belgique, l'Allemagne et les États-Unis.
De retour en Inde, il épouse une femme brahmane du nom de Kusuma Kumari en 1943, à l'âge de 25 ans. Finalement, U.G sera élu Secrétaire Général Adjoint de la section indienne. Son association avec la Société Théosophique dura jusqu'au début des années 1950.
De 1947 à 1953, U.G assiste régulièrement à des conférences données par Jiddu Krishnamurti à Madras, en Inde, entamant finalement un dialogue direct avec lui en 1953. U.G aurait ainsi décrit l'une de leurs rencontres :
« Nous ne nous entendions vraiment pas très bien. Chaque fois que nous nous rencontrions nous nous querellions sur un sujet ou un autre. Par exemple, je n'ai jamais partagé sa préoccupation pour le monde, ou sa croyance selon laquelle son enseignement allait affecter profondément les pensées et les actions de l'humanité pour les 500 prochaines années : un fantasme des occultistes théosophes. Au cours d'une de nos rencontres je dis à Krishnamurti : 'On ne m'a pas ordonné de sauver le monde '. 'La maison est en feu : qu'allez-vous faire ?', demanda-t-il. Je lui répondis 'verser plus d'essence dessus et peut-être que quelque chose s'élèvera des cendres'. 'Vous êtes absolument impossible', répondit Krishnamurti. Je lui ai alors dit 'Vous êtes toujours un théosophe. Vous ne vous êtes jamais libéré du rôle d'« instructeur du monde ». Dans l'Avadhuta Gita, il y a une histoire qui raconte qu'un jour l'Avadhuta s'arrêta dans une auberge au bord de la route. L'aubergiste lui demanda « Quel est ton enseignement ? » Il répondit « Il n'y a pas d'enseignant, pas d'enseignement et personne d'enseigné » puis il s'en alla. Vous aussi vous répétez ces formules et pourtant vous êtes si préoccupé par le fait de préserver votre enseignement pour la postérité dans sa pureté virginale.' »
U.G. rapporte qu'ils eurent pendant quelque temps des débats quasi quotidiens , mais qu'ils n'apportèrent pas de réponse satisfaisante à ses questions. Finalement, leurs rencontres s'arrêtèrent net. Il décrit ainsi une partie de leur dernière discussion : 
« Et alors, vers la fin, j'insistai : 'Allez, est-ce qu'il y a quoi que ce soit derrière les abstractions que vous me balancez ?' Et ce guignol m'a répondu, 'Vous n'avez aucun moyen de le savoir pour vous-même'. Terminé, c'était la fin de notre relation vous voyez, 'Si je n'ai aucune façon de le savoir, que vous n'avez aucune façon de le communiquer. Qu'est-ce qu'on fout ? J'ai gaspillé sept ans. Adieu, je ne veux plus vous revoir'. Puis je suis sorti. »
Après la rupture avec Jiddu Krishnamurti, U.G. continua à voyager, donnant toujours des conférences. À la même époque environ, il affirme avoir été rendu « perplexe » par la manifestation continuelle de certains pouvoirs psychiques. 
Pour U.G., l'homme a perdu ses instincts animaux mais n'a pas développé ses instincts humains : pouvoirs psychiques et clairvoyance,. 
En 1955, U.G. et sa famille se rendirent aux États-Unis à la recherche d'un traitement médical pour son fils aîné. Ils y restèrent pendant cinq ans.

## Période de Londres
Tandis qu'il se trouvait aux États-Unis pour le traitement de son fils, il ressentit plus de clarté et d'ancrage en lui-même. Il se sépara finalement de sa famille et alla vivre à Londres. U.G avait auparavant hérité par son grand-père d'une considérable somme d'argent pour l'époque. Un jour, alors qu'il était assis dans Hyde Park, il fut confronté à un officier de police qui menaça de l'emprisonner s'il ne quittait pas le parc. Comme il ne lui restait plus que cinq pence en poche, il se dirigea vers la Mission Ramakrishna de Londres où le swâmi qui y résidait lui donna de l'argent pour une nuit d'hôtel. Le jour suivant, U.G commença à travailler pour la Mission Ramakrishna, un arrangement qui dura trois mois. Avant de quitter la mission, il laissa une lettre pour le Swamiji résidant, lui disant qu'il était devenu un nouvel homme.
Vers cette époque, Jiddu Krishnamurti était à Londres et les deux Krishnamurti renouèrent des liens. Jiddu essaya de conseiller U.G sur ses récents problèmes conjugaux, mais U.G ne voulait pas de son aide.[réf. nécessaire] Jiddu le persuada finalement d'assister à quelques-unes des conférences qu'il donnait à Londres, ce que fit U.G..
En 1961, U.G mit un terme à sa relation avec sa femme. Leur mariage avait été une aventure en grande partie malheureuse, et vers cette époque il se décrivait comme « détaché » de sa famille, tant émotionnellement que physiquement. Il quitta alors Londres et vécut trois mois à Paris, utilisant l'argent qu'il avait obtenu en vendant son ticket de retour inutilisé pour l'Inde. Alors qu'il ne lui restait plus que 150 francs[réf. nécessaire], il partit à Genève.

## Début de la période suisse
Après avoir passé deux mois à Genève, U.G se trouva dans l'incapacité de payer sa note d'hôtel et chercha refuge au consulat Indien. Il était apathique, sans espoir, et se décrivait lui-même comme « fini ». Il demanda à être renvoyé en Inde, ce que les autorités consulaires refusèrent de faire aux frais de l'État. Valentine de Kerven, une employée sexagénaire du consulat, offrit un abri à U.G. Valentine et lui devinrent bons amis, et elle lui fournit une demeure en Suisse. 
Durant les quelques années suivantes, les questions relatives à l'illumination (ou quoi que ce soit d'autre) ne l'intéressèrent pas, et il ne fit rien pour approfondir ses investigations. Mais vers 1967, U.G se sentit à nouveau concerné par le sujet, voulant savoir ce qu'était cet état que des sages tels que Siddhartha Gautama avaient prétendument atteint. Ayant entendu dire que Jiddu Krishnamurti donnait une conférence à Saanen, U.G décida d'y assister. Au cours de la conférence, Jiddu décrivait son propre état et U.G pensa que cela se référait à lui-même (U.G). Il l'expliqua ainsi :
« Quand je l'écoutais, quelque chose d'amusant se produisit ; une sorte de sensation bizarre qu'il était en train de décrire mon état et pas son état. Pourquoi voulais-je connaître son état ? Il décrivait quelque chose, des mouvements, une conscience, un silence ('Dans ce silence il n'y a pas de pensée ; il y a de l'action') et toutes sortes de choses. Alors, je suis dans cet état. Qu'est-ce que j'ai foutu pendant ces 30 ou 40 ans, à écouter tous ces gens et lutter, en voulant comprendre son état ou l'état de quelqu'un d'autre, Bouddha ou Jésus ? Je suis dans cet état. Maintenant je suis dans cet état. Donc, je suis alors sorti de la tente et n'ai jamais regardé en arrière. »
Il poursuit :
« Alors, c'est très étrange, cette question 'Quel est cet état ?' s'est transformée en une autre question 'Comment est-ce que je sais que je suis dans cet état, l'état de Bouddha, l'état que je voulais énormément et exigeais de tout le monde ? Je suis dans cet état, mais comment est-ce que je le sais ?' »

## Calamité
Le jour suivant, U.G considérait encore la question 'Comment est-ce que je sais que je suis dans cet état ?' sans qu'aucune réponse ne survienne. Il raconta plus tard qu'en réalisant tout à coup que la question n'avait pas de réponse, il y eut une réaction inattendue, tant physique que psychologique. Il lui sembla se produire « une soudaine 'explosion' à l'intérieur, faisant sauter, tel que ça se présentait, chaque cellule, chaque nerf et chaque glande de mon corps. » Par la suite, il commença à expérimenter ce qu'il appelait « la calamité », une série de transformations psychologiques bizarres qui survinrent en l'espace d'une semaine, affectant chacun de ses sens, et résultant finalement en une expérience similaire à la mort. Il la décrivit ainsi :
« Je l'appelle 'calamité' car du point de vue de quelqu'un qui pense que c'est quelque chose de fantastique, délicieux et plein de béatitude, d'amour ou d'extase, c'est une torture physique ; c'est une calamité de ce point de vue. Pas une calamité pour moi mais une calamité pour ceux qui ont une image que quelque chose de merveilleux est sur le point d'arriver. »
Lors du huitième jour :
« Alors, au huitième jour j'étais assis sur le canapé et tout à coup il y eut une explosion de formidable énergie (une formidable énergie secouant tout le corps, et en même temps que le corps, le canapé, le chalet et tout l'univers, semblait-il) secouant, vibrant. Vous ne pouvez pas du tout créer ce mouvement. C'était soudain. Si cela venait de dehors ou dedans, d'en-dessous ou d'au-dessus, je ne sais pas. Je ne pouvais pas localiser l'endroit ; c'était partout. Cela dura des heures et des heures. Je ne pouvais pas le supporter mais il n'y avait rien que je puisse faire pour l'arrêter ; il y avait une totale impuissance. Cela s'éternisa, jour après jour, jour après jour. »
« L'énergie qui opère ici ne ressent pas les limitations du corps ; cela ne l'intéresse pas ; elle a son propre élan. C'est une chose très douloureuse. Ce n'est pas cette béatitude extatique, délicieuse et tout cette camelote (trucs et absurdités !) c'est vraiment une chose douloureuse. »
U.G ne pouvait expliquer, et ne le fit pas, la provenance des expériences de calamité. En réponse aux questions, il soutenait que c'était arrivé « malgré » sa préoccupation (ou sa quête) d'illumination. Il a également soutenu que la calamité n'avait rien à voir avec sa vie jusqu'à ce moment, ou avec son éducation. À plusieurs reprises il décrivit la survenue de la calamité comme une affaire de chance, et il insista sur le fait qu'il ne pourrait absolument pas, de quelque façon, transmettre cette expérience à qui que ce soit d'autre.
Dans l'introduction de Mind Is a Myth: Disquieting Conversations with the Man Called U.G., l'éditeur Terry Newland mentionne qu'à l'âge de 35 ans, U.G commença à avoir des maux de tête et à paraître plus jeune plutôt que plus vieux. Selon cette version, vers son 49e anniversaire, il semblait avoir 17 ou 18 ans, tandis qu'après la calamité il recommença à vieillir normalement, mais continua d'avoir l'air plus jeune que son âge.
Dans un audio il indique « J'ai trébuché dans un nouvel état d'être. Ou plutôt que je me trouve éveillé à un tout nouveau mode de vie (...) ce qui m'est arrivé est un phénomène physique,.»

## Après la calamité
Selon U.G, l'histoire de sa vie peut être séparée en parties pré- et post-calamité. En décrivant sa vie post-calamité, il affirmait fonctionner en permanence dans ce qu'il appelait « l'état naturel » : un état d'existence sensorielle spontanée, purement physique, caractérisé par la discontinuité (bien que pas l'absence) de pensée. U.G soutenait également que dès qu'il s'est retrouvé dans cet « état naturel », il a perdu toute la connaissance et les souvenirs qu'il avait acquis, et a dû tout réapprendre, comme si «… l'ardoise avait été effacée ».  
Après son expérience de calamité, U.G voyagea souvent vers divers pays à travers le monde, déclinant toute discussion formelle bien que parlant librement aux visiteurs et à ceux qui le recherchaient. Il donna sa seule conférence publique formelle post-calamité, en 1972.
« Nagaraj qui était assis tranquillement durant tout ce temps dit, 'U.G, qu'essayez-vous exactement d'exposer ?' U.G répondit, 'Ça dépend de vous, pas de moi. Ceci vous ne semblez pas le comprendre. Vous êtes le seul moyen à travers lequel je peux m'exprimer.' »
Sa philosophie au message non orthodoxe et le style souvent sans compromis et direct de sa présentation, ont généré une certaine notoriété et des opinions vivement divisées. Aux deux extrêmes, certains le considéraient comme éveillé[Qui ?], tandis que d'autres le considéraient comme n'étant rien de plus qu'un charlatan. Le tollé augmenta alors que des livres et des articles à propos d'U.G et de sa philosophie nouvellement exposée continuèrent d'apparaître.
Nombre de ses discussions de groupe et entretiens ont été publiés dans des livres. Beaucoup sont également rapportés mots pour mots sur divers sites web. Par ailleurs, un grand nombre de documents audio ou vidéo sont disponibles en ligne.
UG voyageait suivant le temps qu'il fait : quand il faisait chaud en Inde, il partait en Suisse. Quand il faisait froid en Suisse, il partait en Californie. Puis il repartait en Inde à nouveau.

## Relation à l'argent
UG Krishnamurti n'a pas échangé ses "enseignements" contre de l'argent. Il n'a pas vendu de livres, ni fait payer pour ses rencontres informelles. Il avait néanmoins de l'argent pour vivre qui venait de dons des gens qui venaient le voir.

## Santé
U.G fut connu pour ses préférences inhabituelles en matière de santé et d'alimentation. Transportant avec lui une « cuisine portable » dans une petite mallette au cours de ses voyages, il consommait une grande quantité de sel et de crème, et affirmait : « aucun repas ne devrait prendre plus de quelques minutes à préparer. » Tout au long de sa vie, U.G ne vit jamais de docteur ni ne prit de médicament, croyant que le corps prendrait soin de lui-même. Souvent complimenté pour sa beauté dans son vieil âge, U.G aurait répondu : « C'est parce que je ne mange pas diététique, je ne prends pas de vitamines, et je ne fais pas d'exercice ! »

## Décès
Le 22 mars 2007, U.G Krishnamurti meurt à Vallecrosia en Italie.
Après être tombé, il reste alité durant sept semaines avant de mourir. Le cinéaste Mahesh Bhatt, ainsi que quelques autres amis de longue date, étaient à son chevet à sa mort.
Il demanda à ce qu'aucun rituel ou rite funéraire ne fut conduit après sa mort ; de plus il ne laissa pas d'instructions sur la façon de disposer de son corps. Celui-ci fut incinéré par Bhatt le jour suivant. Fidèle à sa propre philosophie, U.G ne voulait pas que l'on se souvienne de lui après sa mort.

## Philosophie
« Je n'ai pas d'enseignement. Il n'y a rien à préserver. Enseigner implique quelque chose qui peut être utilisé pour apporter le changement. Désolé, il n'y a pas d'enseignement ici, juste des phrases décousues, déconnectées. Ce qu'il y a là n'est que votre interprétation, rien d'autre. Pour cette raison il n'y a pas maintenant, pas plus qu'il n'y aura jamais, la moindre sorte de copyright pour quoi que ce soit que je dise. Je n'ai pas de revendications. »
« Je suis forcé par la nature de votre écoute de toujours nier la première affirmation par une autre affirmation. Puis la seconde affirmation est niée par une troisième et ainsi de suite. Mon but n'est pas quelque thèse dialectique confortable mais la négation totale de tout ce qui peut être exprimé. »
U.G mettait l'accent sur l'impossibilité et la non-nécessité de tout changement humain, radical ou banal. Ces affirmations, déclarait-il, ne peuvent être considérées comme un « enseignement », c'est-à-dire, quelque chose ayant pour but d'être utilisé pour provoquer un changement. Il insistait sur le fait que le corps et ses actions sont déjà parfaits, et il considérait les tentatives pour changer ou modeler le corps comme des violations de la paix et de l'harmonie qui est déjà présente. La psyché ou le moi ou le mental, une entité à laquelle il déniait la moindre existence, n'est composée de rien d'autre que « l'exigence » d'apporter le changement dans le monde, en elle-même, ou dans les deux. De plus, la conscience de soi humaine n'est pas une chose, mais un mouvement, lequel est caractérisé par « une insatisfaction perpétuelle » et une insistance « fasciste » sur sa propre importance ou survie.  
U.G niait l'existence d'un esprit individuel. Néanmoins, il acceptait le concept d'un esprit mondial, qui selon lui contenait l'accumulation de la totalité de la connaissance et de l'expérience de l'homme. Il utilisait aussi « sphère de pensée » (atmosphère des pensées) comme synonyme de l'expression « esprit mondial ». À l'image de la noosphère de Pierre Teilhard de Chardin et Vladimir Ivanovitch Vernadski qui conceptualisent également une atmosphère de la pensée humaine.  U.G. affirmait que les êtres humains habitent ce royaume de la pensée ou cette sphère de pensée et que le cerveau humain agit comme une antenne, piochant et choisissant des pensées selon ses besoins. U.G considérait toute l'expérience humaine comme le résultat de ce processus de pensée. La conscience de soi ou « Je » chez les êtres humains est issue du besoin de se doter d'une continuité à travers l'utilisation constante de la pensée. Lorsque cette continuité est brisée, même pour une demi-seconde, son emprise sur le corps est brisée et le corps tombe dans son rythme naturel. La pensée tombe aussi à sa place naturelle ; alors elle ne peut plus interférer ou influencer le fonctionnement du corps humain. En l'absence de continuité, les pensées qui surviennent se consument. 
À leur état naturel, les sens du corps acquièrent des existences indépendantes (non coordonnées par quelque « moi intérieur ») et les glandes endocrines (qui correspondent aux emplacements des chakras indous) sont réactivées. U.G décrivait comment la glande pinéale, ou Ajna Chakra, s'empare du fonctionnement du corps dans l'état naturel, par opposition à la pensée.   
U.G soutenait également que la raison pour laquelle des personnes venaient vers lui (et vers les gourous) était pour trouver des solutions à leurs vrais problèmes quotidiens, et/ou des solutions à un problème artificiel, à savoir la recherche de spiritualité et d'illumination. Il insistait sur le fait que cette recherche est causée par l'environnement culturel, qui exige une conformité des individus et qui introduit simultanément en eux le désir d'être spécial ; l'accomplissement de l'illumination étant ainsi considéré comme une expression suprême du caractère spécial et de l'unicité d'un individu. Par conséquent, le désir d'illumination est exploité par des gourous, des enseignants spirituels, et autres « vendeurs  de camelote », qui prétendent offrir diverses façons d'atteindre ce but. Selon U.G, tous ces conseillers ne tiennent jamais parole, et ne peuvent tenir parole, puisque le but en lui-même (c'est-à-dire l'illumination) est hors de portée.
« L'homme est juste une mémoire. Vous comprenez les choses autour de vous avec l'aide de la connaissance qui a été mise en vous. Vous avez peut-être besoin de l'artiste pour expliquer son art moderne, mais vous n'avez besoin de l'aide de personne pour comprendre une fleur. Vous pouvez gérer n'importe quoi, ou faire n'importe quoi, si vous ne gaspillez pas votre énergie à essayer d'atteindre des buts imaginaires. »
L'articulation de ses idées, du moins en public, ne commença pas avant qu'U.G ait largement atteint l'âge mûr. Selon lui, malgré ses efforts tout au long de sa vie pour apporter l'éveil spirituel, il essuya une série d'expériences corporelles altérant son existence, auxquelles il se référait publiquement sous le nom de « calamité ». 
D'après U.G, « La soi-disant réalisation de soi est la découverte pour vous-même et par vous-même qu'il n'y a pas de soi à découvrir. Ce sera une chose très choquante parce que ça va balayer chaque nerf, chaque cellule, y compris les cellules dans la moelle de vos os. »
« Je ne suis pas anti-rationnel, juste non-rationnel. Peut-être inférez-vous quelque signification dans ce que je dis ou fait, mais c'est de votre fait, pas du mien. »
Pour UG, les aborigènes primitifs fonctionnent de la même façon que les gens des pays civilisés. Aucun n'éprouve la paix.
« Diviser la matériel et le spirituel n'a aucun sens. Cela provient de l'hypothèse qu'il existe un esprit indépendant. Ça n'a pas de sens. » « Il n'y a rien qui se lèvera ou se réincarnera après ma mort. »
À propos de Jiddu Krishnamurti il dira « Il me plaît de dire qu'il a vu le morceau de sucre mais ne l'a pas goûté. » « J.K est plus névrosé que les gens qui vont le voir. » « Le système de pensée qu'il a créé est antédiluvien et sans utilité. » Mais il dira aussi « Ce que je pense de Krishnamurti (signifiant Jiddu Krishnamurti) : son état d'être ne peut pas être différent de ceux des sages, saint et sauveurs de l'humanité. Les abstractions qu'il jette aux gens est une sorte de tour destiné à vous emmener dans cet état mental où le mental s'arrête. Mais si vous répétez ces phrases cela devient (…) du chahut, du charabia. Ils n'ont pas beaucoup de substance, vous auriez pu aussi bien citer la Bhagavad gita, la Bible ou même le Coran, ou n'importe laquelle de ces écritures. Cela ne fait aucune différence. Si j'en avait ajouté une de plus,... » 
Et à propos de la comparaison entre lui et Jiddu krishnamurti, il dit : « J'utilise à 80 % son vocabulaire et jusqu'aux phrases dont il s'est servi au fil des ans pour condamner les gourous, les saints, et les sauveteurs tels que lui. (…) Ne comparez pas ce que je dis là avec ce qu'ont pu dire d'autres autorités religieuses. Si vous appliquez mes dires à quelque harmonique spirituelle, quelque saveur religieuse vous vous méprenez. » 
« La psychologie moderne a fait déraper la pensée humaine pour des siècles. »
« La vie (…) doit être démystifiée et dé-psychologisée. Ce sont les glandes qui donnent les instructions relatives au fonctionnement de (mon) organisme. En ce qui vous concerne vous avez introduit un intrus : le mental. » « Le problème n'est pas psychologique mais physiologique » 
Concernant les méditations et autres techniques, il dira : « La méditation même est un mal. D'où l'enflure des mauvaises pensées lorsqu'on essaie de méditer.» « Il n'y a rien à changer ou à transformer. Vous ne mettez pas en question l'existence de celui qui devrait changer. Toute la mystique de l'illumination est fondée sur la transformation personnelle. » « Où donc est cet esprit qui doit être énergiquement transformé. Il n'y a pas de psyché. »
« Notre esprit - il n'y a pas d'esprits individuels, seulement l'esprit - qui constitue l'accumulation des connaissances et de l'expérience humaine, a créé la notion de la psyché et de l'évolution. »
Concernant l'ascétisme il dit: « Il est malsain de ne pas se préoccuper de l'argent et des nécessités vitales. C'est une perversion que de se refuser les bases même de l'existence. »
« C'est l'existence même qui est importante, ce n'est pas comment vivre. Votre mental fabrique des problèmes : Que manger ? que porter ? Comment se comporter ? Le corps n'en a cure. »
«Nous avons pollué le ciel, les eaux. (…)  Les lois de la nature ne comportent pas de récompense, seulement des punitions. La récompense ne survient que lorsque nous sommes en harmonie avec elle. La totalité du problème a démarré lorsque l'homme a décidé que l'univers dans son ensemble a été créé pour son exclusive jouissance.»
« La violence (…) est essentielle pour la survie de notre organisme. »
Il dira de son rôle : « Ma mission, s'il en est une, devrait être désormais de déboulonner toute affirmation que j'aie pu proférer. Si vous prenez sérieusement et essayez d'utiliser ou d'appliquer ce que j'ai dit vous êtes en danger. »
« Le thymus devient inactif et ensuite vos sensations sont contrôlés par vos idées. » « Par cette calamité (…), pas seulement le thymus, mais aussi les autres glandes la pinéale, la pituitaire (qui était inactivée) ont été activées. »  « Quand la structure de la pensée séparative meurt, ces glandes (pinéale, thymus, pituitaire et d'autres) et le plexus nerveux prennent en charge le fonctionnement de l'organisme. »
«Vous acceptez qu'il y a quelque chose comme l'évolution, je n'accepte pas cela. (…) L'homme est probablement une espèce dégénérée, un singe qui a subi une mutation.  » 
« Les scientifiques du domaine de l'évolution pensent maintenant que la race humaine actuelle que nous avons sur cette planète est probablement issue d'une espèce dégénérée. La mutation qui a emmené la conscience de soi doit avoir pris place dans une espèce dégénérée. »
«Le destin de l'humanité (…) c'est la maladie d'Alzheimer(…) Si vous continuez à maintenir votre identité, vous êtes en difficulté. La nature détruira le mental et les identités des gens, et nous deviendrons tous des légumes. La nature remaniera ces corps humains et créera une nouvelle espèce.» «Nous  allons finir avec la maladie d'Alzheimer. La nature de cette maladie apporte la complète destruction du mental et de l'identité. C'est peut être de moyen de la nature pour nous tourner en légumes et recréer quelque chose de mieux. Je me hasarde à une opinion.» 
«Le cerveau n'est pas un créateur. (…) Les pensées viennent de l'extérieur.»

## Lectures complémentaires
- (en) Citations d'U.G sur le site Wikiquote en version anglophone
- (en) Quelques bibliographies d'U.G sur le site Wikisource en version anglophone
- (en) Mahesh Bhatt, U.G. Krishnamurti, a life, New Delhi, India New York, N.Y., USA, Viking, 1992, 189 p. (ISBN 0-14-012620-1, lire en ligne).
- (en) Shanta Kelker, The sage and the housewife, New Delhi, India, Smriti Books, 2005, 129 p. (ISBN 81-87967-74-9, lire en ligne).
- (en) Mukunda Rao, The other side of belief : interpreting U.G. Krishnamurti, New Delhi New York, Penguin Books, 2005, 350 p. (ISBN 0-14-400035-0, lire en ligne).
- (en) K Chandrasekhar et J. S. R. L. Narayana Moorty, Stopped in our tracks : stories of U.G. in India, New Delhi, Smriti Books Distributors, New Age Books, 2005 (ISBN 81-87967-76-5).
- (en) U.G. cookbook sur le site de Julie Thayer qui a voyagé pendant 18 ans avec U.G. Krishnamurti
- (en) Mukunda Rao, The Biology of Enlightenment : Unpublished Conversations of U. G. Krishnamurti After He Came Into The Natural State (1967-71), Harper Collins, 2012, 448 p. (ISBN 978-93-5029-249-5 et 93-5029-249-1, lire en ligne)
- (en) Mahesh Bhatt, A Taste of Life : The Last Days of U.G. Krishnamurti, 2009, 172 p. (ISBN 978-93-5118-247-4 et 93-5118-247-9, lire en ligne)
- (en) Louis Brawley, No More Questions : The Final Travels of U.G. Krishnamurti, 2012, 392 p. (ISBN 978-81-8475-879-5 et 81-8475-879-0, lire en ligne)